# Sébastien Portal
Sébastien Portal (Auch, Francia, 4 de junio de 1982) es un ciclista francés.
Debutó como profesional en 2005 con el equipo Crédit Agricole. Es el hermano menor del también ciclista profesional Nicolas Portal.

## Palmarés
No consiguió victorias como ciclista profesional.

## Equipos
- Crédit Agricole (2005-2006)
- Caisse d'Epargne (2007)
- Cofidis (2008-2009)
  - Cofidis, le Crédit par Téléphone (2008)
  - Cofidis, le Crédit en Ligne (2009)